# Juan Brunetta
Juan Francisco Brunetta (ur. 12 maja 1997 w Laboulaye) – argentyński piłkarz pochodzenia włoskiego występujący na pozycji ofensywnego pomocnika lub skrzydłowego, od 2024 roku zawodnik meksykańskiego Tigres UANL.